# Adrian Scarborough
Adrian Philip Scarborough (Melton Mowbray, 1968) is een Engelse acteur. Hij won in 2011 de Laurence Olivier Award for best actor in a supporting role in het stuk After the Dance.
Scarborough bezocht de Bristol Old Vic Theatre School, en won daar de Chesterton Award for Best Actor.
In 1993 werd hij genomineerd voor de Ian Charleson Award en won de Manchester Evening News Award voor zijn rol in The Comedy of Errors in het Royal Exchange Theatre, in Manchester;  en zijn rol in het jaar daarop  in The Madness of King George.
Hij speelde in de films Elizabeth: The Golden Age, Vera Drake, Notes on a Scandal, The History Boys, Gosford Park, en The King's Speech. 
Op televisie was hij te zien in Let Them Eat Cake, BBC's The Cranford Chronicles, Into the Storm, Psychoville en A Dance to the Music of Time. Scarborough speelde ook met Julia Davis in Gavin & Stacey. Hij speelde als Charlie in de BBC-komedieserie Miranda en als de butler Mr. Pritchard in de hernieuwde serie van Upstairs, Downstairs. Hij speelde ook in twee afleveringen van Midsomer Murders. Hij speelt de hoofdrol in de televisieserie The Chelsea Detective. 
Scarborough woont in Hertfordshire. Hij is getrouwd; zijn vrouw en hij hebben een zoon en een dochter..
- Biblioteca Nacional de España: XX4776606
- Gemeinsame Normdatei: 1061573206
- International Standard Name Identifier: 0000 0001 1847 5803
- Library of Congress Control Number: nr2005009510
- MusicBrainz: 1bb4a5bf-f936-4e77-993f-1964740b2a12
- Nationale Bibliotheek van Israël: 987007365277805171
- Système universitaire de documentation: 231546882
- Virtual International Authority File: 169599016
- WorldCat: E39PBJcrbvvgyM3j9GR6KXH3cP